# Sân vận động D. Afonso Henriques
Sân vận động D. Afonso Henriques (tiếng Bồ Đào Nha: Estádio D. Afonso Henriques) là một sân vận động bóng đá ở thành phố Guimarães, Bồ Đào Nha.
Sân vận động này là sân nhà của đội bóng thành công nhất Guimarães, Vitória de Guimarães, hiện đang thi đấu ở hạng đấu cao nhất Primeira Liga. Sân được xây dựng vào năm 1965 và được cải tạo và mở rộng vào năm 2003 cho giải đấu Euro 2004 bởi kiến trúc sư Eduardo Guimarães. Sân vận động D. Afonso Henriques có sức chứa 30.029 chỗ ngồi. Sân được đặt tên theo tên của vị vua đầu tiên của Bồ Đào Nha — và cũng là người bản xứ của Guimarães — Dom Afonso Henriques. Sân trước đây được gọi là Sân vận động Thành phố Guimarães, và trước đó có tên gọi là Sân vận động D. Afonso Henriques.
Trong thời gian diễn ra Euro 2004, sân vận động đã tổ chức hai trận đấu của giải đấu.

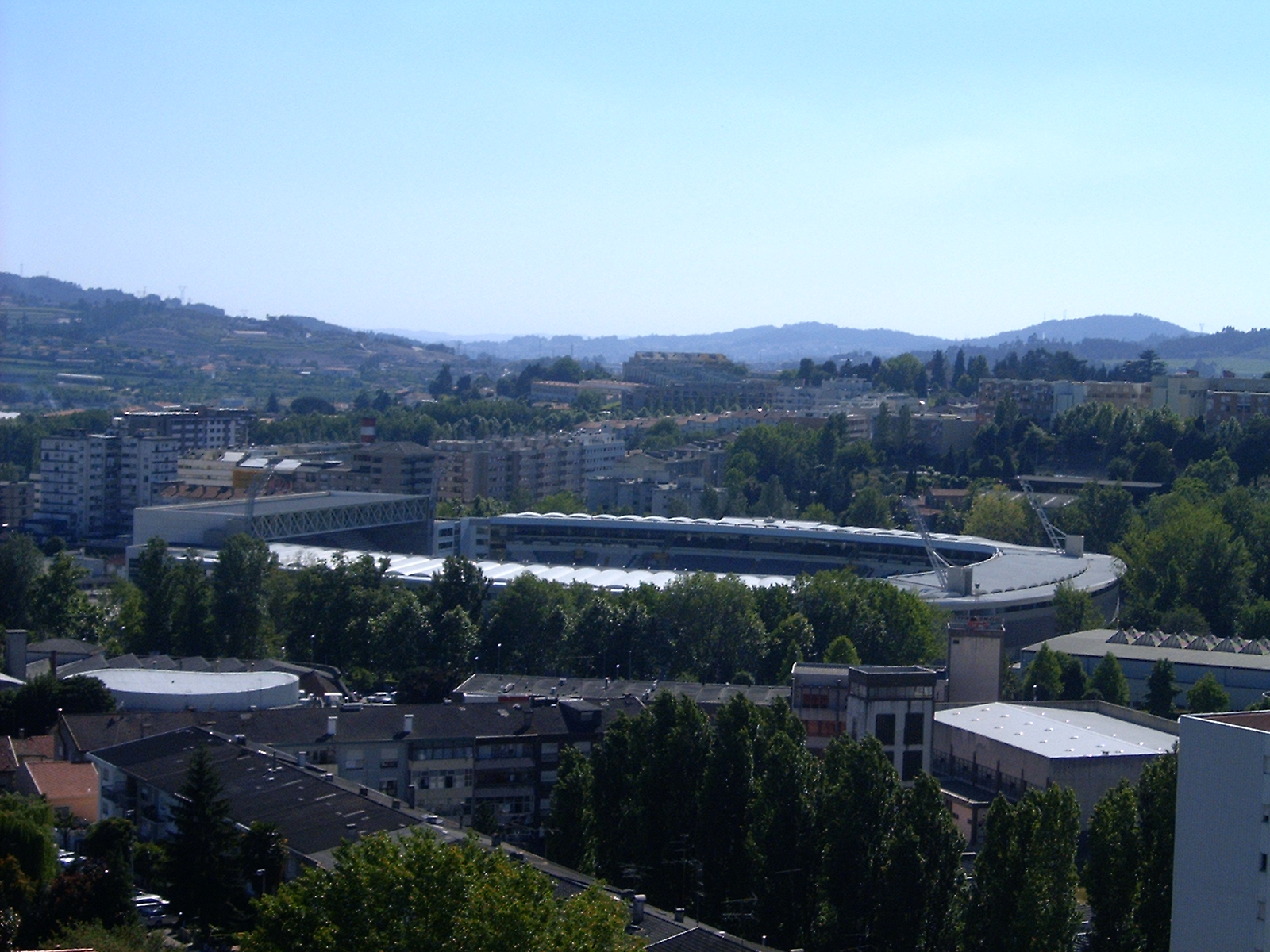

## Các trận đấu đã tổ chức
Trận đấu đầu tiên tại sân vận động sau khi được cải tạo vào năm 2003 được diễn ra vào ngày 25 tháng 7 năm 2003 giữa Vitória de Guimarães và 1. FC Kaiserslautern. Trận đấu kết thúc với chiến thắng 4–1 dành cho đội chủ nhà.
Sân vận động D. Afonso Henriques đã tổ chức hai trận đấu tại Giải vô địch bóng đá châu Âu 2004. Trận mở màn bảng C là giữa Đan Mạch và Ý, kết thúc với tỷ số 0–0. Trận đấu cuối cùng của Bảng C cũng được diễn ra tại sân vận động, lần này là giữa Bulgaria và Ý. Trận đấu kết thúc với tỷ số 2–1 nghiêng về Ý với các bàn thắng của Martin Petrov cho Bulgaria và các bàn thắng của Simone Perrotta và Antonio Cassano cho Ý. Mặc dù pha lập công ở phút 94 của Cassano đã mang về chiến thắng 2–1 cho Ý, nhưng trong trận đấu khác giữa Đan Mạch và Thụy Điển, trận đấu đã kết thúc với tỷ số 2–2 với pha lập công ở phút 89 của Mattias Jonson. Bàn thắng của Jonson khiến Ý bị loại khỏi giải đấu do chỉ xếp thứ ba về số bàn thắng ghi được, sau Thụy Điển ở vị trí thứ hai và Đan Mạch ở vị trí đầu tiên.

### Đội tuyển bóng đá quốc gia Bồ Đào Nha
Các trận đấu sau đây của đội tuyển quốc gia được tổ chức tại sân vận động.
| #  | Ngày                 | Kết quả | Đối thủ     | Giải đấu                      |
| -- | -------------------- | ------- | ----------- | ----------------------------- |
| 1. | 6 tháng 9 năm 2003   | 0–3     | Tây Ban Nha | Giao hữu                      |
| 2. | 14 tháng 10 năm 2009 | 4–0     | Malta       | Vòng loại World Cup 2010      |
| 3. | 3 tháng 9 năm 2010   | 4–4     | Síp         | Vòng loại Euro 2012           |
| 4. | 6 tháng 2 năm 2013   | 2–3     | Ecuador     | Giao hữu                      |
| 5. | 20 tháng 11 năm 2018 | 1–1     | Ba Lan      | UEFA Nations League 2018-19 A |

### Giải vô địch bóng đá châu Âu 2004
| Ngày                |          | Kết quả |          | Vòng   |
| ------------------- | -------- | ------- | -------- | ------ |
| 14 tháng 6 năm 2004 | Đan Mạch | 0–0     | Ý        | Bảng C |
| 22 tháng 6 năm 2004 | Ý        | 2–1     | Bulgaria | Bảng C |

### Vòng chung kết giải vô địch bóng đá các quốc gia châu Âu 2019
| Ngày               |         | Kết quả              |     | Vòng                   | Khán giả |
| ------------------ | ------- | -------------------- | --- | ---------------------- | -------- |
| 6 tháng 6 năm 2019 | Hà Lan  | 3–1 (s.h.p.)         | Anh | Bán kết                | 25.711   |
| 9 tháng 6 năm 2019 | Thụy Sĩ | 0–0 (s.h.p.) (5–6 p) | Anh | Play-off tranh hạng ba | 15.742   |

## Cái chết của Miklós Fehér
Sân vận động đã chứng kiến cái chết của cầu thủ Miklós Fehér của Sport Lisboa e Benfica. Sự việc xảy ra trong trận đấu giữa Vitória de Guimarães và Benfica vào ngày 25 tháng 1 năm 2004. Cuối hiệp hai, Fehér nhận thẻ vàng ngay sau khi vào sân thay người. Sau đó anh bị đột quỵ và ngừng tim, sau đó qua đời trong bệnh viện. Kể từ đó, mỗi khi Benfica thi đấu ở Guimarães, sân vận động thường tổ chức một buổi lễ tưởng niệm tại địa điểm mà Fehér đã ngã xuống.